# Schullern zu Schrattenhofen (Adelsgeschlecht)

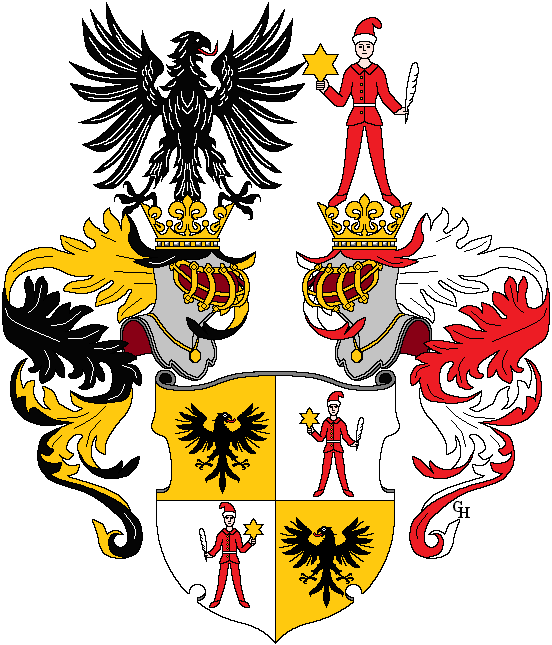
Wappen der Ritter von Schullern zu Schrattenhofen

Schullern zu Schrattenhofen ist der Name einer aus Tirol stammenden österreichischen Familie.

## Geschichte

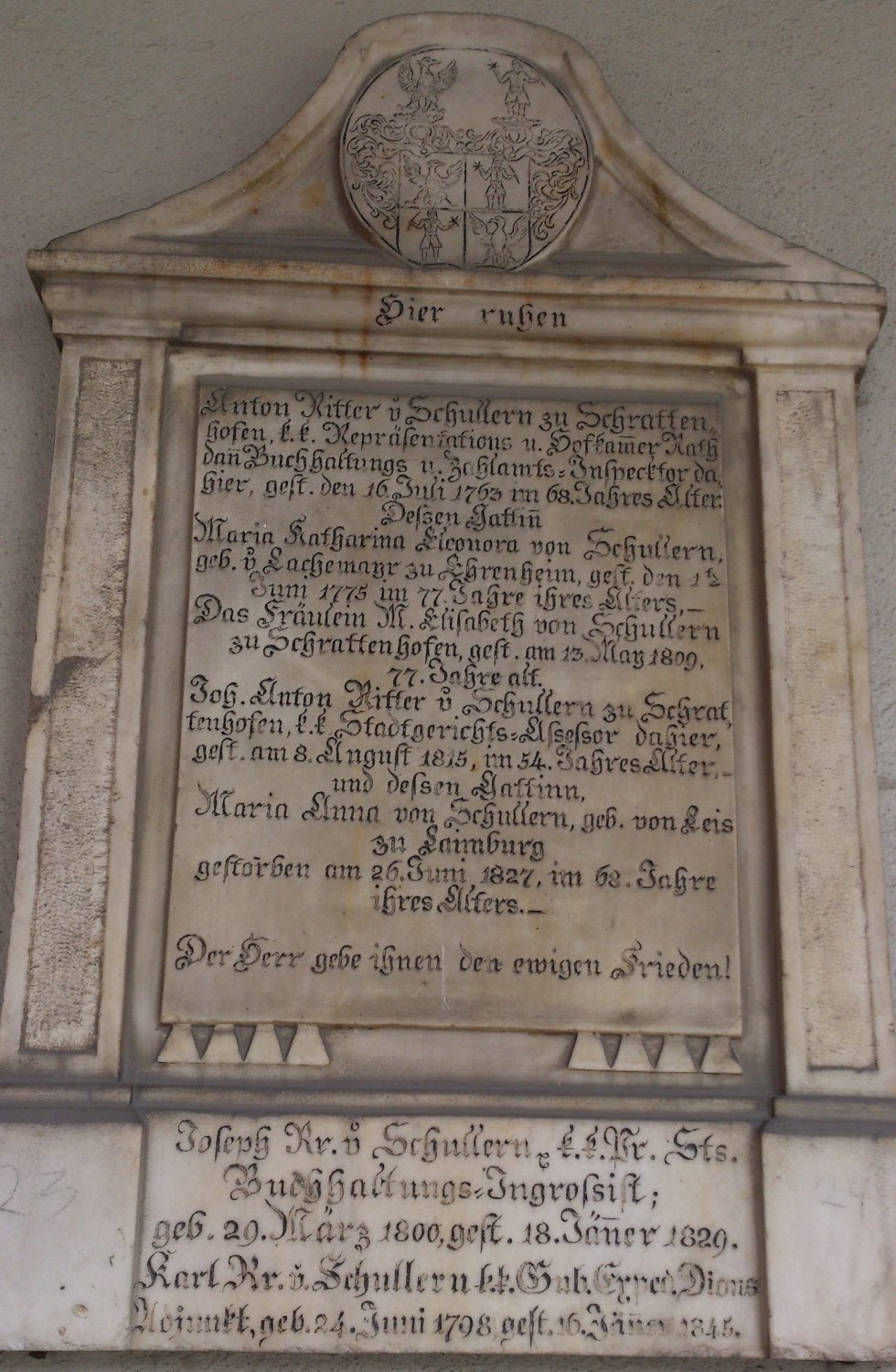
Grabstätte am Westfriedhof Innsbruck

Das Geschlecht der Schullern zu Schrattenhofen stammt aus dem Zillertal. Am 17. Mai 1734 wurde der oberösterreichische Hofkammerrat Anton Schueller, ein gebürtiger Schwazer, von Kaiser Karl VI. in den Reichs- und erbländisch-österreichischen Ritterstand mit dem Prädikat „von Schuellern zu Schrattenhofen“ erhoben. Das Geschlecht teilt sich in zwei Stämme, in den Mährischen (Schueller von Schullern) und in den Tirolerischen (Schullern zu Schrattenhofen), letzterer teilt sich in den Osttiroler und in den Nordtiroler Ast. Der Mährische Stamm und der Osttiroler Ast sind Ende des 19. Jahrhunderts erloschen. Der Nordtiroler Ast blüht weiterhin in Nordtirol, der Lombardei und Wien. Die Schullern  zu Schrattenhofen gehören zum Tiroler Beamtenadel und sind nicht in der Tiroler Adelsmatrikel immatrikuliert.

## Wappen
Geviert, 1 und 4 in Gold ein zum Spalt gewandter schwarzer Adler (Gnadenwappen), 2 und 3 in Silber ein zum Spalt gewandter haar- und bartloser, rot gekleideter Mann mit goldenen Knöpfen, silbernen Gürtel und Mützenstulp, in der inneren Hand einen sechsstrahligen goldenen Stern emporhaltend und in der anderen eine Schwanen-Schreibfeder mit gesenkter Spitze. – Zwei Helme, rechts mit schwarz-goldenen Decken der Adler, auf dem linken mit rot-silbernen Decken der Mann mit dem Stern und Schreibfeder wie im Schilde.

## Besitztümer
- Im 16. Jahrhundert am Weerberg besaß das Geschlecht die Höfe „Huebenhof“ und die zwei „Jakoberhöfe“, 1548 kaufte es den „Schweickenhoferhof“ am großen Volderberg und durch Heirat kamen der „Oberauhof“ und der „Kolbenhof“ am Weerberge hinzu. Im ausgehenden 17. Jahrhundert wurde durch Bartlmä Schueller der „Schrotterhof“ bei Schwaz käuflich erworben.[1]
- 1718 bis 1768 Edelsitz Ehrenheim in der Pickettorgasse (heute Seilergasse 10) in Innsbruck (v. Lachemayr).
- 1751 bis 1781 kontinuierliche Verleihung der Lehnsherrschaften Staufen und Hilzingen im Landkreis Konstanz durch das Kloster Petershausen.[2]
- 1768 bis 1795 der Prantlhof in Heiligenkreuz bei Hall in Tirol.
- 1830 bis 1903 war das Haus Burggraben 4 in Innsbruck im Eigentum des Nordtiroler Astes der Schullern zu Schrattenhofen.[3][4]
- 1860 bis 1925 besaßen dieselben die Güter „Fenile nuovo“ und „Fenile Brunello“ in Pavone del Mella, „Mombello“ in Mompiano, „Nassino“ in Borgo Poncarale und Teile der ehemaligen Feudalherrschaft Flero, alles in der Provinz Brescia in der Lombardei in Italien.[1] Die Villa Schullern in Pavone del Mella diente der Familie als Sommerresidenz.[5][6] Die brescianischen Güter wurden 1925 durch das Mussolini-Regime enteignet.
- Hermann von Schullern zu Schrattenhofen erbaute 1908 das Schullern-Schlössl oberhalb von Aldrans (Innsbruck).

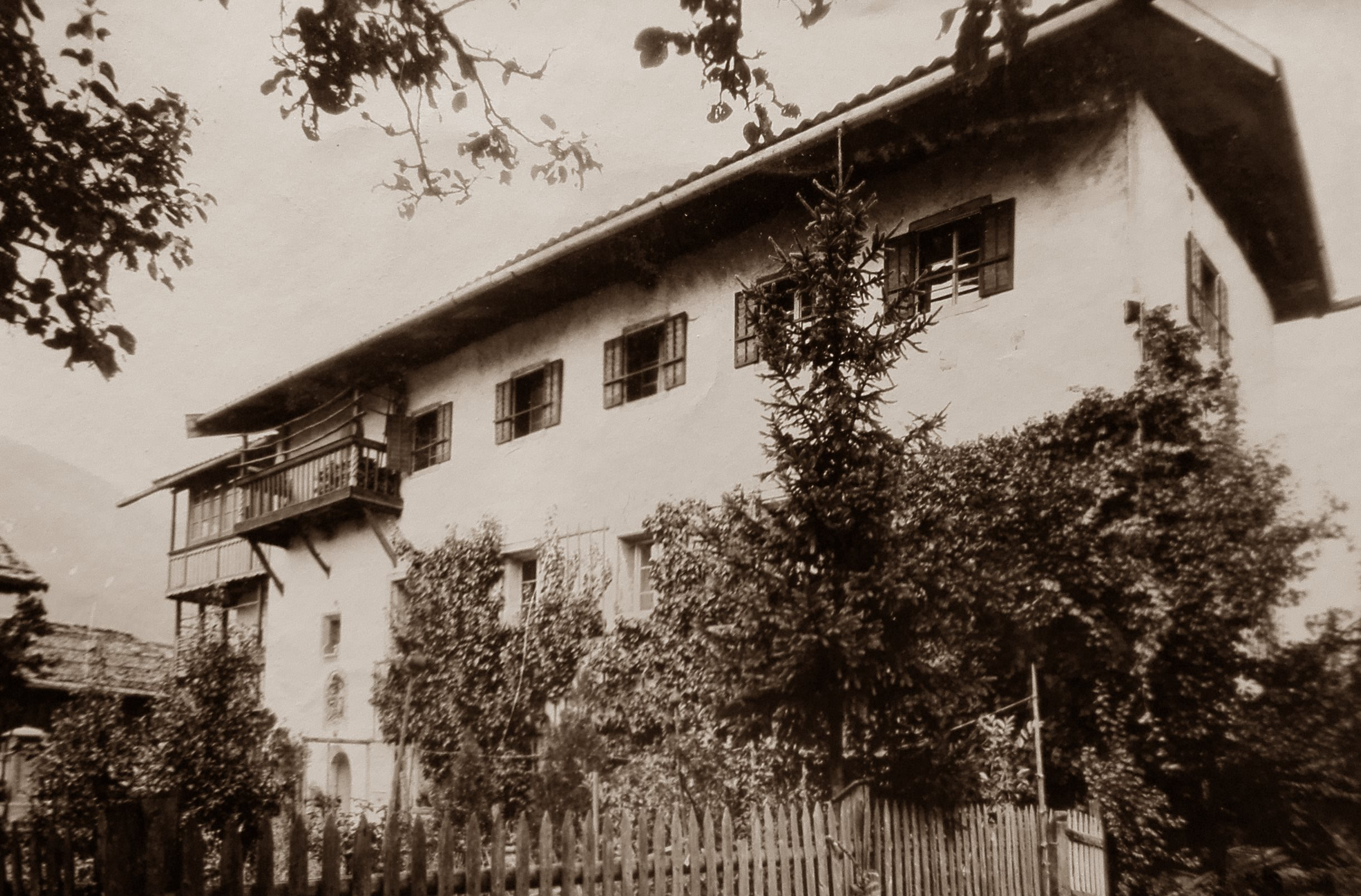
Schrotterhof (Schwaz, Tirol, 1908)
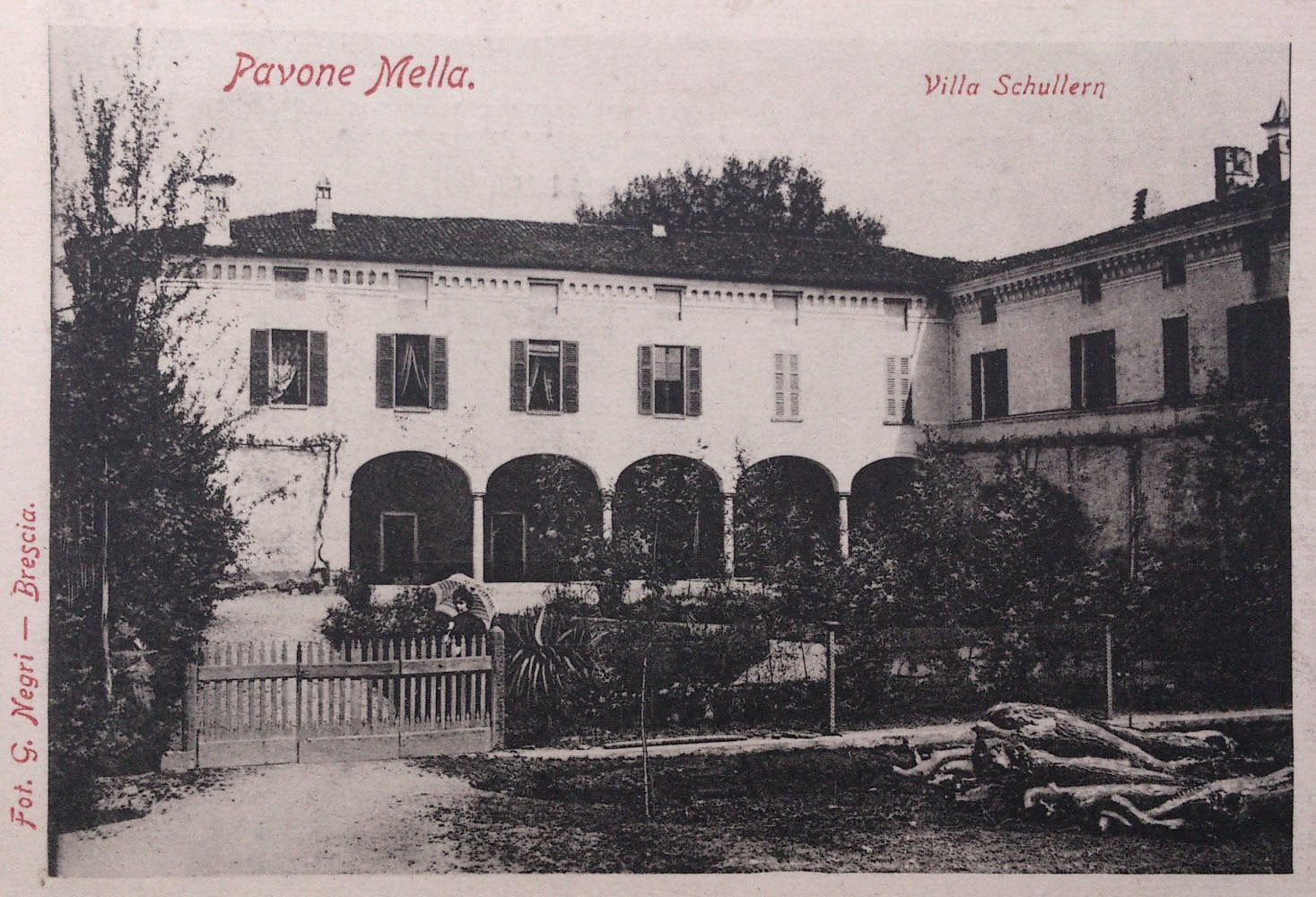
Villa Schullern (Pavone del Mella, Brescia, 1922)
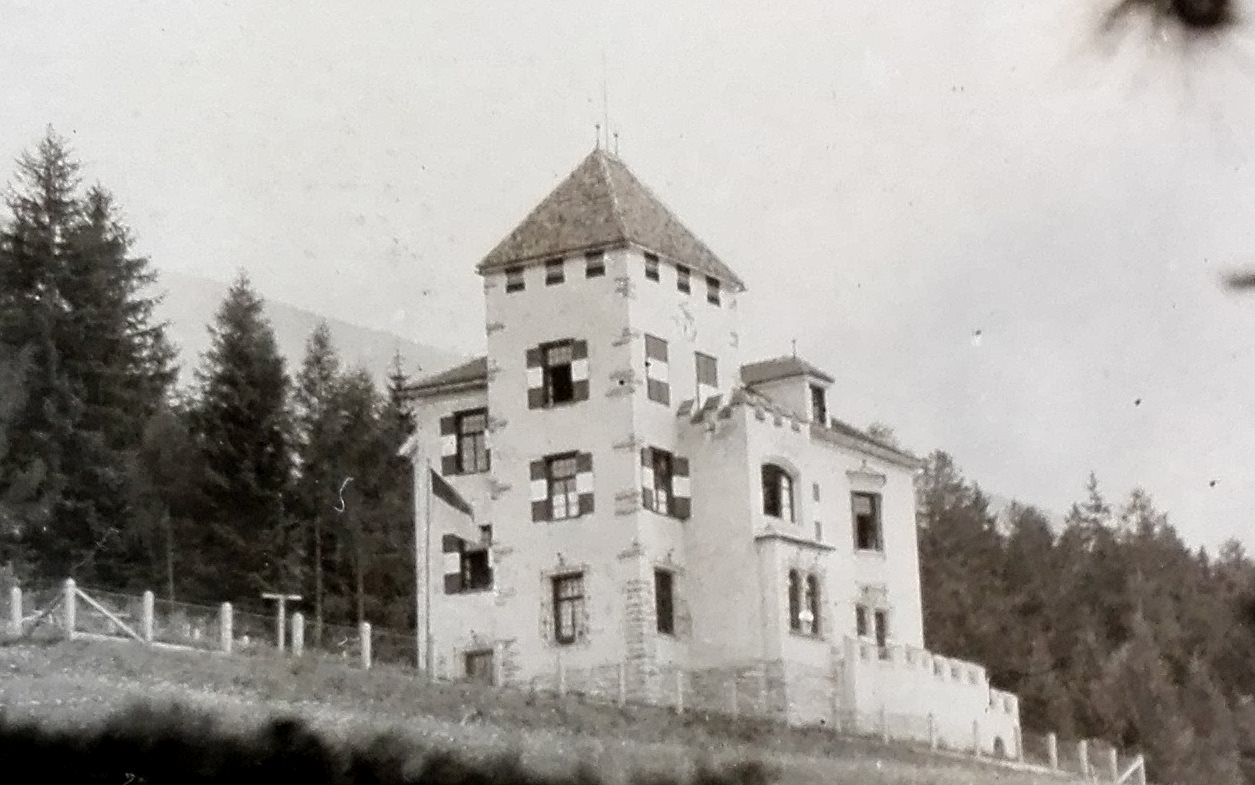
Schullern-Schlössl (Aldrans, Tirol, 1910)
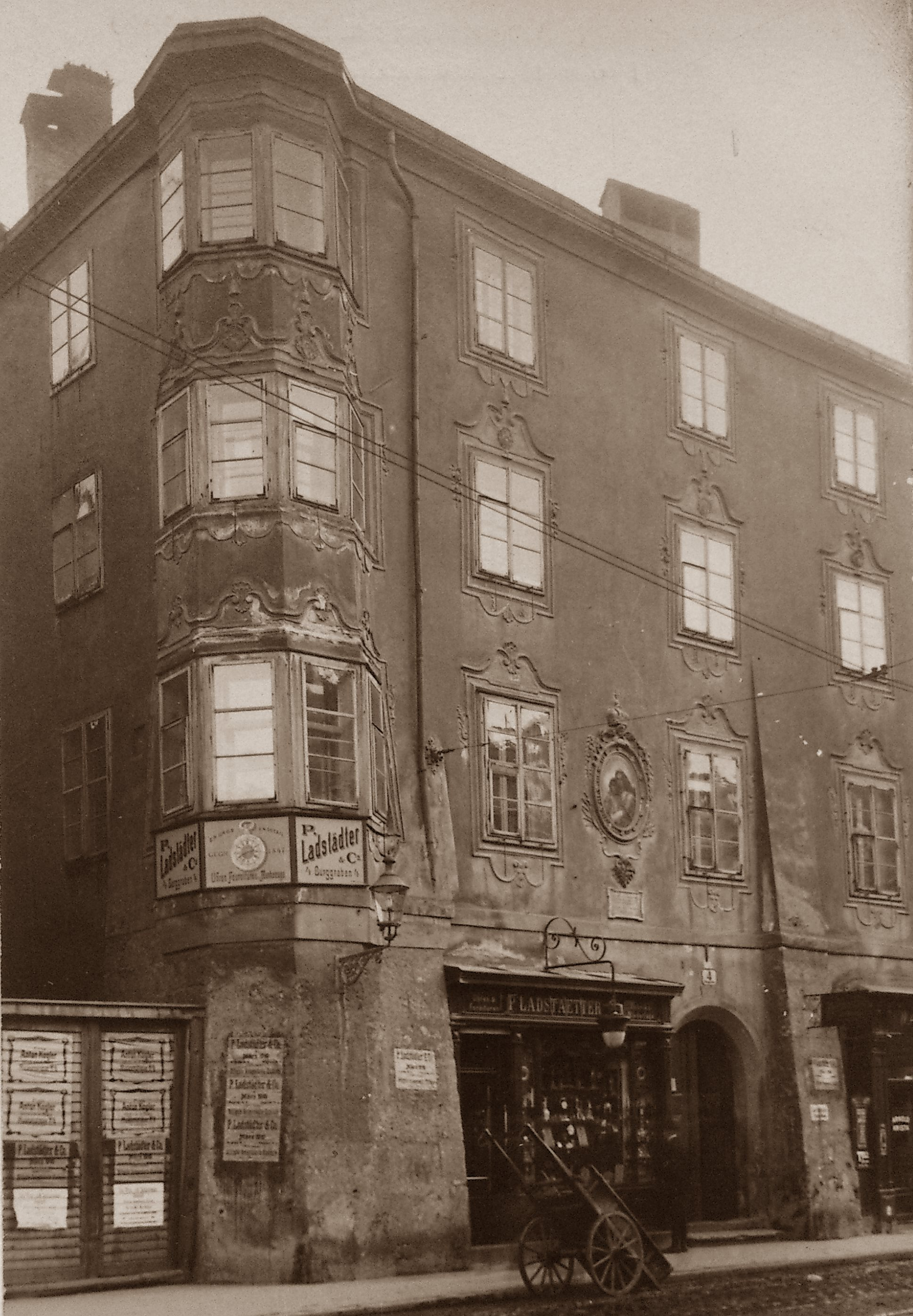
Burggraben 4 (Innsbruck, Tirol, ~1905)

## Stammfolge – Nordtiroler Ast

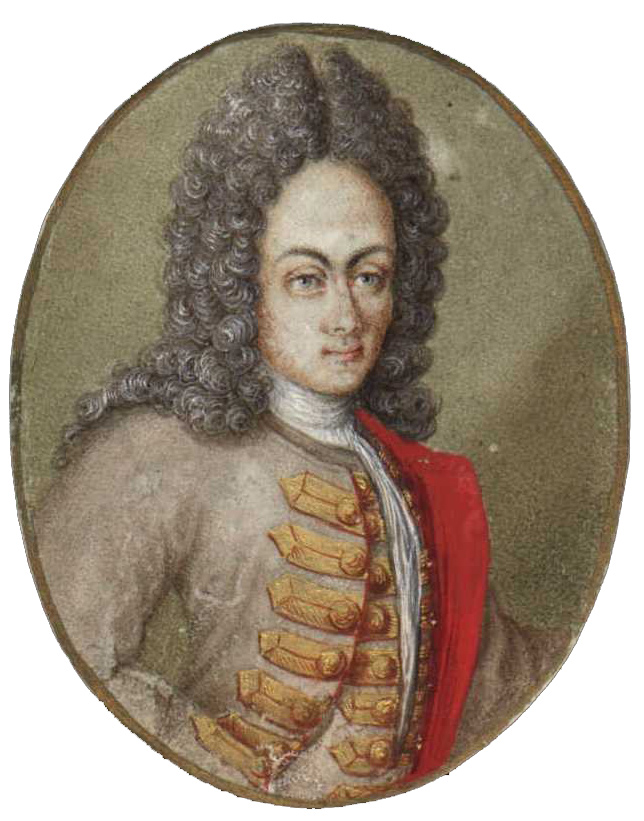
Anton Schueller Ritter von Schullern zu Schrattenhofen (1695–1763)
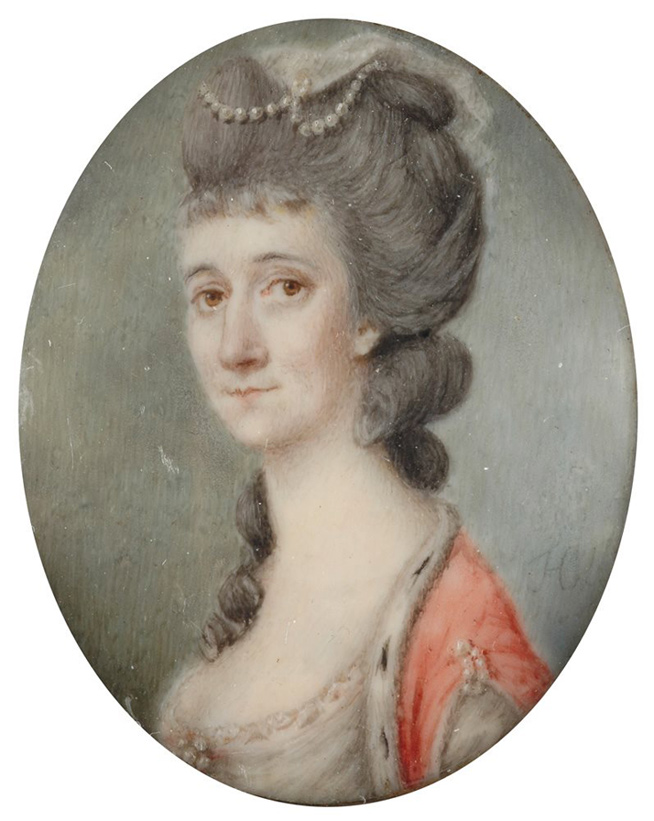
Eleonore von Schullern zu Schrattenhofen geborene Lachemayr von Ehrenheim und Madlein († 1775)
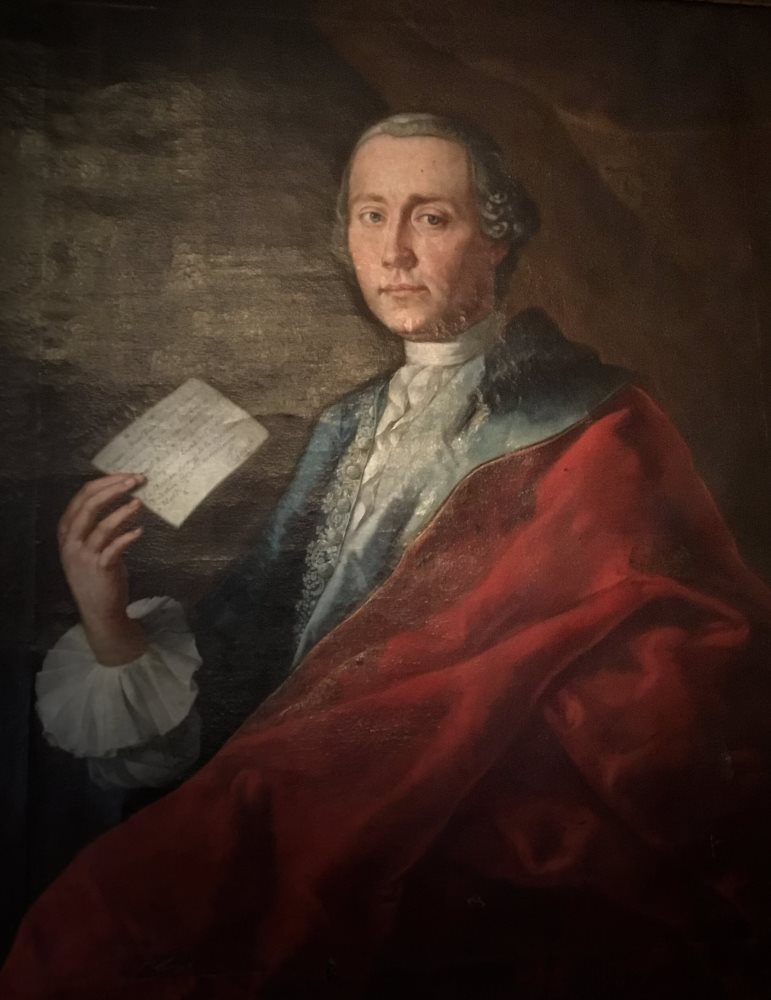
Johann Franz Jakob Ritter von Schullern zu Schrattenhofen (1723–1795)
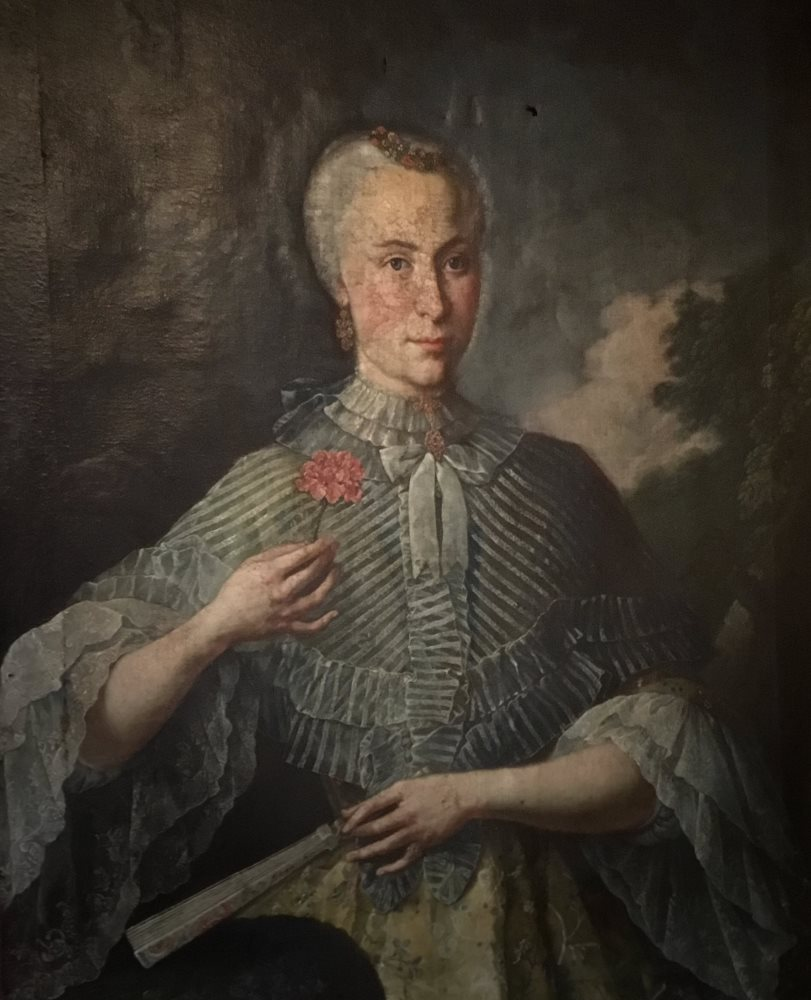
Helene von Schullern zu Schrattenhofen geborene Preu von Lusenegg u. Korburg (1732–1801)

| LfdNr | Eltern | Personen und ihre genealogischen Daten |
| ----- | ------ | --- |
| 1     | (0)    | Anton Schueller Ritter von Schuellern zu Schrattenhofen (1695–1763), Oberösterreichischer Repräsentations- und Hofkammerrat, vermählt mit Katharina Eleonore Lachemayr von Ehrenheimb und Madlein († 1775)                                                              |
| 2     | (1)    | Johann Schueller Ritter von Schuellern zu Schrattenhofen (1723–1795), Verwalter der königlichen Stiftsherrschaft Lienz, Wirklicher Marschkommissär im Pustertal und Schlosshauptmann auf Bruck, vermählt mit Helene, geborene Preu von Lusenegg u. Korburg (1732–1801). |
| 3     | (2)    | Anton Ritter von Schullern zu Schrattenhofen (1762–1815), kaiserlicher Richter und Tiroler Landesverteidiger, vermählt mit Maria Anna, geborene Leis von Laimburg (1759–1827)                                                                                           |
| 4     | (3)    | Johann Maria Karl Anton Schullern zu Schrattenhofen (1797–1855), Gubernialkonzipist, vermählt mit Antonia, geborene Weinhart von Thierburg u. Vollandsegg (1795–1846)                                                                                                   |
| 5     | (4)    | Anton von Schullern zu Schrattenhofen (1832–1889), Schriftsteller und Schulmann, vermählt mit Dorothea, geborene von Finetti (1840–1903) |
| 6     | (5)    | Hermann von Schullern zu Schrattenhofen (1861–1931), österreichischer Nationalökonom, vermählt mit Theresina, geborene Manfredi (1858–1946) |
| 7     | (5)    | Heinrich von Schullern zu Schrattenhofen (Pseudonym Paul Ebenberg; 1865–1955), Schriftsteller und Militärarzt, vermählt mit Anna, geborene Thurn (1868–1937) |
| 8     | (6)    | Manfred Schullern-Schrattenhofen (1893–1959), k. u. k. Leibgarde-Infanterie Oberleutnant, Österreichischer Generalkonsul, vermählt mit Maria, geborene Stockheim (1894–1971)                                                                                            |
| 9     | (8)    | Hermann Schullern-Schrattenhofen (1931–2016), Unternehmer, vermählt mit Vincenzina, geborene Tamagni-Verderio (1926–2017) |